# Lista țărilor în funcție de salariul mediu
| ≥ 7.000$ 6.000$–7.000$ 5.000$–6.000$ 4.000$–5.000$ 3.000$–4.000$ | 2.000$–$3.000$ 1.500$–$2.000$ 1.250$–$1.500$ 1.000$–$1.250$ 750$–$1.000$ | 500$–750$ 250$–500$ < 250$ date indisponibile |

Harta globală în funcție de salariul lunar mediu, 2022, conform Comisiei Economice a Organizației Națiunilor Unite pentru Europa

Salariul mediu brut este o măsură a totalului salariilor și bonusurilor înainte de impozitare împărțit la numărul total de angajați. Acesta nu trebuie confundat cu venitul mediu, care este o măsură a venitului total, inclusiv salariul, beneficiile din investiții și alte câștiguri de capital, împărțit la numărul total de locuitori, inclusiv non-rezidenți angajați. Salariul mediu poate diferi de media salarială, de exemplu Social Security Administration din SUA a estimat că salariul mediu în 2022 în Statele Unite a fost de 61.220,07 USD, în timp ce media salarială în 2022 a fost de 40.847,18 USD.

## StatisticiOCDE
Setul de date compilat de Organizația pentru Cooperare și Dezvoltare Economică (OCDE) conține date privind salariile medii anuale la nivel național ale angajaților cu echivalent normă întreagă pe un întreg an. Valorile salariului mediu anual per angajat cu echivalent normă întreagă sunt obținute prin împărțirea masei salariale totale din conturile naționale la numărul mediu de angajați din economia totală, valoare care este apoi înmulțită cu raportul orelor săptămânale uzuale medii pe angajat cu echivalent normă întreagă pentru a se obține media săptămânală a orelor de muncă ale tuturor angajaților. Datele sunt exprimate în USD, valori armonizate cu paritatea puterii de cumpărare (PPC) 2022. Sortarea este alfabetică după codul țării, conform ISO 3166-1 alpha-3.
| Țară/teritoriu             | 2023     | 2022     | 2021     | 2020     |
|                            |          |          |          |          |
| -------------------------- | -------- | -------- | -------- | -------- |
| Australia                  | 63.925,8 | 64.563,9 | 66.052,8 | 65.335,4 |
| Austria                    | 67.431,0 | 67.595,1 | 69.189,0 | 68.135,8 |
| Belgia                     | 69.873,6 | 67.907,2 | 69.348,1 | 67.223,7 |
| Canada                     | 63.398,2 | 63.259,0 | 64.012,9 | 63.711,9 |
| Elveția                    | 79.203,6 | 79.925,7 | 78.631,1 | 76.116,7 |
| Chile                      | N/A      | 33.649,1 | 34.388,9 | 32.692,4 |
| Columbia                   | N/A      | 26.289,9 | 29.440,2 | 32.535,0 |
| Costa Rica                 | N/A      | 36.340,3 | 39.610,9 | 40.551,2 |
| Cehia                      | 35.576,2 | 36.152,6 | 38.644,4 | 37.879,5 |
| Germania                   | 62.472,6 | 62.569,8 | 64.040,4 | 63.885,9 |
| Danemarca                  | 65.612,4 | 65.325,9 | 67.562,0 | 67.149,2 |
| Spania                     | 47.772,1 | 47.328,1 | 48.551,6 | 46.911,0 |
| Estonia                    | 34.525,1 | 34.934,9 | 37.719,9 | 35.717,7 |
| Finlanda                   | 55.047,7 | 55.679,8 | 57.559,6 | 55.623,5 |
| Franța                     | 55.680,5 | 56.622,0 | 56.384,9 | 54.246,8 |
| Regatul Unit               | 55.172,6 | 54.890,6 | 55.866,2 | 54.852,4 |
| Grecia                     | 28.727,3 | 28.598,9 | 29.356,4 | 29.071,0 |
| Ungaria                    | 30.215,8 | 30.476,2 | 29.442,9 | 28.691,5 |
| Irlanda                    | 53.383,9 | 54.912,6 | 56.989,7 | 57.512,1 |
| Islanda                    | 81.378,4 | 83.661,3 | 78.190,9 | 75.022,1 |
| Israel                     | N/A      | 49.266,0 | 48.834,7 | 46.366,4 |
| Italia                     | 45.987,1 | 47.293,9 | 48.538,0 | 46.443,3 |
| Japonia                    | 42.117,5 | 43.228,0 | 43.688,7 | 43.078,9 |
| Coreea de Sud              | 47.715,1 | 48.056,2 | 49.704,8 | 49.598,9 |
| Lituania                   | 46.818,4 | 46.166,9 | 49.142,6 | 46.146,5 |
| Luxemburg                  | 85.526,3 | 82.580,6 | 82.861,5 | 78.976,7 |
| Letonia                    | 36.924,7 | 35.176,9 | 35.474,7 | 33.725,2 |
| Mexic                      | 20.090,5 | 19.869,8 | 19.637,7 | 19.093,3 |
| Țările de Jos              | 65.640,3 | 67.128,0 | 69.835,4 | 70.641,3 |
| Norvegia                   | 67.209,9 | 67.958,2 | 68.436,0 | 66.639,6 |
| Noua Zeelandă              | 55.974,3 | 55.870,9 | 56.517,7 | 54.196,1 |
| Polonia                    | 39.299,6 | 38.316,6 | 40.057,5 | 40.269,0 |
| Portugalia                 | 35.676,7 | 34.782,4 | 35.207,7 | 34.517,7 |
| Slovacia                   | 29.838,2 | 29.908,5 | 31.560,7 | 30.862,7 |
| Slovenia                   | 53.296,2 | 50.927,8 | 52.908,9 | 50.741,0 |
| Suedia                     | 55.041,4 | 56.449,2 | 57.994,8 | 56.645,0 |
| Turcia                     | N/A      | 37.756,9 | 38.346,4 | 36.988,8 |
| Statele Unite ale Americii | 77.225,8 | 77.000,9 | 79.232,7 | 77.889,8 |
| OCDE                       | 55.420,2 | 55.476,2 | 56.658,0 | 55.706,1 |

## StatisticiUNECE
Salariul mediu lunar brut cuprinde totalul salariilor și bonusurilor în numerar și în natură, înainte de orice deducere fiscală și înainte de plata contribuțiilor la asigurările sociale. Acesta include salariile și bonusurile, remunerația pentru timpul nelucrat, sporurile și gratificațiile plătite de angajator salariatului. Pentru majoritatea țărilor, salariul mediu lunar acoperă întreaga economie și este calculat prin raportare la numărul de angajați cu echivalent cu normă întreagă. Indicatorul permite compararea diferitelor țări, indiferent de durata timpului de lucru și de ponderea lucrătorilor cu normă parțială și cu normă întreagă.
Valorile salariului mediu lunar brut au fost estimate prin conversia datelor în moneda națională din baza de date statistice a Comisiei Economice a Organizației Națiunilor Unite pentru Europa (UNECE), compilată din surse oficiale naționale și internaționale (OCDE, Eurostat, CSI). Valorile sunt exprimate în USD, la cursurile de schimb curente. Sortarea este alfabetică după codul țării, conform ISO 3166-1 alpha-3.
| Țară/teritoriu             | 2023    | 2022    | 2021    | 2020    |
|                            |         |         |         |         |
| -------------------------- | ------- | ------- | ------- | ------- |
| Albania                    | 700,8   | 547,6   | 552,5   | 493,9   |
| Andorra                    | N/A     | N/A     | N/A     | N/A     |
| Armenia                    | 687,9   | 540,7   | 405,0   | 388,0   |
| Austria                    | N/A     | 4.311,6 | 4.633,9 | 4.312,4 |
| Azerbaidjan                | N/A     | 494,1   | 430,6   | 416,3   |
| Belarus                    | N/A     | 621,1   | 565,3   | 523,3   |
| Belgia                     | N/A     | 4.560,1 | 4.770,6 | 4.358,5 |
| Bosnia și Herțegovina      | 1.076,1 | 926,4   | 932,5   | 859,6   |
| Bulgaria                   | 1.112,6 | 951,8   | 944,2   | 810,3   |
| Canada                     | N/A     | 5.081,4 | 5.039,6 | 4.547,0 |
| Croația                    | 1.713,0 | 1.451,2 | 1.507,0 | 1.393,8 |
| Cipru                      | N/A     | 2.315,7 | 2.432,0 | 2.282,7 |
| Cehia                      | N/A     | 1.770,4 | 1.781,7 | 1.585,6 |
| Danemarca                  | N/A     | 5.642,0 | 6.132,7 | 5.749,7 |
| Estonia                    | 1.981,2 | 1.729,9 | 1.743,6 | 1.650,2 |
| Finlanda                   | N/A     | 4.090,1 | 4.439,2 | 4.067,2 |
| Franța                     | N/A     | 3.654,9 | 3.909,8 | 3.571,3 |
| Georgia                    | 707,1   | 529,1   | 404,9   | 383,1   |
| Germania                   | N/A     | 3.983,7 | 4.300,7 | 4.020,0 |
| Grecia                     | N/A     | 1.417,4 | 1.585,7 | 1.516,8 |
| Ungaria                    | N/A     | 1.188,8 | 1.246,9 | 1.118,3 |
| Islanda                    | 6.778,1 | 6.440,9 | 6.465,3 | 5.855,1 |
| Irlanda                    | N/A     | 4.642,1 | 4.994,4 | 4.671,7 |
| Israel                     | 3.507,4 | 3.606,5 | 3.651,4 | 3.343,5 |
| Italia                     | N/A     | 2.763,1 | 2.962,0 | 2.705,8 |
| Kazahstan                  | N/A     | 673,4   | 587,7   | 515,8   |
| Kârgâzstan                 | N/A     | 315,5   | 228,4   | 244,9   |
| Letonia                    | 1.662,2 | 1.443,9 | 1.510,6 | 1.302,6 |
| Liechtenstein              | N/A     | N/A     | N/A     | N/A     |
| Lituania                   | 2.173,4 | 1.882,8 | 1.867,0 | 1.627,9 |
| Luxemburg                  | N/A     | 6.633,2 | 7.129,3 | 6.420,6 |
| Malta                      | N/A     | N/A     | N/A     | N/A     |
| Monaco                     | N/A     | N/A     | N/A     | N/A     |
| Muntenegru                 | 1.067,4 | 928,6   | 938,0   | 892,3   |
| Țările de Jos              | N/A     | 4.581,3 | 5.025,4 | 4.745,6 |
| Macedonia de Nord          | 964,7   | 813,0   | 823,1   | 749,6   |
| Norvegia                   | N/A     | 5.665,0 | 6.069,6 | 5.241,4 |
| Polonia                    | N/A     | 1.416,1 | 1.438,3 | 1.357,5 |
| Portugalia                 | N/A     | 1.781,0 | 1.894,1 | 1.756,2 |
| Republica Moldova          | N/A     | 552,8   | 507,9   | 458,6   |
| România                    | 1.609,9 | 1.306,4 | 1.330,4 | 1.228,2 |
| Rusia                      | N/A     | N/A     | N/A     | N/A     |
| San Marino                 | N/A     | N/A     | N/A     | N/A     |
| Serbia                     | 1.094,1 | 925,3   | 913,4   | 804,4   |
| Slovacia                   | N/A     | 1.512,3 | 1.589,2 | 1.457,0 |
| Slovenia                   | N/A     | 2.610,6 | 2.811,5 | 2.521,5 |
| Spania                     | N/A     | 2.551,4 | 2.786,3 | 2.592,6 |
| Suedia                     | N/A     | 3.977,0 | 4.525,6 | 4.084,0 |
| Elveția                    | N/A     | 8.111,4 | 8.204,6 | 7.678,6 |
| Tadjikistan                | N/A     | N/A     | N/A     | N/A     |
| Turcia                     | N/A     | 607,4   | N/A     | 642,3   |
| Turkmenistan               | N/A     | N/A     | N/A     | N/A     |
| Ucraina                    | N/A     | N/A     | N/A     | 430,0   |
| Regatul Unit               | N/A     | 4.178,6 | 4.385,2 | 3.903,7 |
| Statele Unite ale Americii | N/A     | 6.455,3 | 6.188,3 | 5.848,7 |
| Uzbekistan                 | N/A     | 351,3   | 303,0   | 265,6   |